# Cazarilh
Cazarilh település Franciaországban, Hautes-Pyrénées megyében. Lakosainak száma 58 fő (2022. január 1.). Cazarilh Cierp-Gaud, Mauléon-Barousse és Thèbe községekkel határos.

## Népesség
A település népességének változása:
| Lakosok száma | 49   | 50   | 52   | 53   | 54   | 54   | 53   | 53   | 58   |
|               | 2013 | 2015 | 2016 | 2017 | 2018 | 2019 | 2020 | 2021 | 2022 |